# Jacob Brett

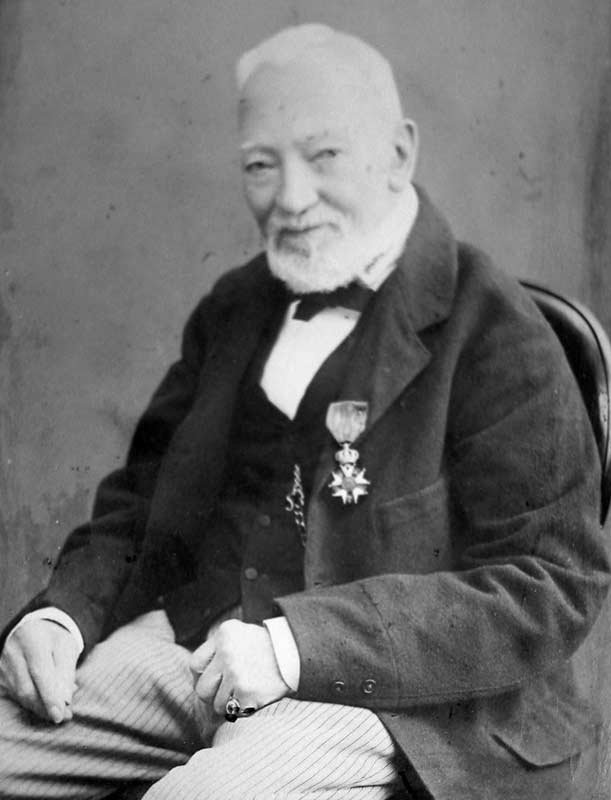
Jacob Brett

Jacob Brett (* 1808; † 1898) war ein britischer Nachrichtentechniker.
Er arbeitete mehrere Jahre zusammen mit dem Amerikaner Royal Earl House an einem Typendrucktelegrafen und erhielt darauf am 13. September 1845 ein Patent.
Zusammen mit seinem Bruder John Watkins Brett beabsichtigte er eine telegrafische Verbindung zwischen Europa und Amerika aufzubauen und gründete hierzu die am 16. Juni 1845 registrierte Oceanic Telegraphic Company. Sie wurden unterstützt vom Premierminister Sir Robert Peel. Für ein Atlantikkabel fehlten jedoch noch die technischen Voraussetzungen.
Im Jahr 1849 gründeten die beiden Brüder die English Channel Submarine Telegraph Company („Ärmelkanal-Untersee-Telegrafengesellschaft“), die zwei Jahre später in Submarine Telegraph Company umbenannt wurde. Am 28. August 1850 verlegten sie ein Seekabel durch den Ärmelkanal zwischen Dover und Cap Gris-Nez in Frankreich, wo die Société Carmichael et Cie eine Konzession erhielt. Nachdem dieses versagt hatte, wurde ein Jahr später ein neues verlegt, das sich als robust erwies und zum kommerziellen Erfolg wurde (siehe auch: Telegrafenlinie Dover–Calais). 
Jacob Brett lebte am Hanover Square, London, und war Mitglied der Institution of Electrical Engineers (IEE).